# Alpha Jalloh
Alpha Jalloh (Sierra Leone, 22 agosto 1993) è un giocatore di football americano sierraleonese che milita nel ruolo di defensive back con i Terrassa Reds.
Jalloh al college ha giocato con i Liberty Flames, squadra rappresentativa della Liberty University.
Dopo l'università ha giocato con gli svedesi Carlstad Crusaders per l'annata 2017, per poi passare ai francesi Black Panthers de Thonon nel 2018 e, successivamente lo stesso anno, con i Göteborg Marvels. Nel 2019 è passato agli Stockholm Mean Machines e poi ai finlandesi Wasa Royals, coi quali è rimasto due stagioni (eccezion fatta per una parentesi agli Ingolstadt Dukes prima dell'annullamento del campionato tedesco 2020), a seguito delle quali è tornato ai Mean Machines. Nella stagione 2021 ha firmato prima con la squadra di secondo livello svedese degli Helsingborg Jaguars, poi brevemente con i Murcia Cobras, per passare successivamente alla squadra professionistica tedesca dei Leipzig Kings e infine ai rumeni Bucharest Rebels.
Nel 2022 è tornato ai Royals per disputare il campionato finlandese di secondo livello, andando inoltre in prestito ai Mean Machines per la Scandinavian Cup.

## Palmarès
- 2 Campionati svedesi (1 Carlstad Crusaders: 2017; 1 Stockholm Mean Machines: 2019)
- 1 RoBowl (Bucharest Rebels: 2021)
- 1 Spaghettimalja (Wasa Royals: 2022)